# Orgel van La Madeleine

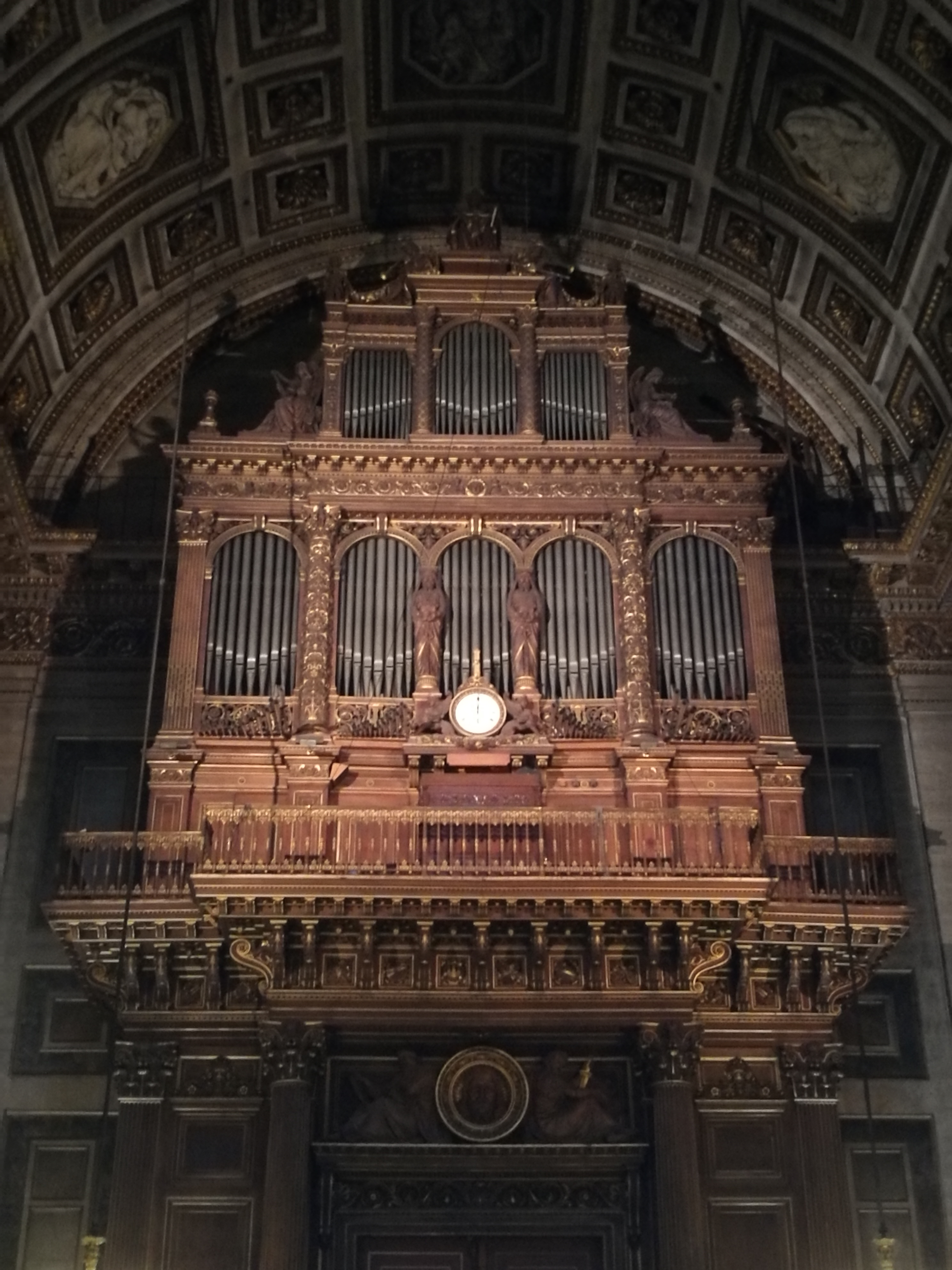
Cavaillé-Coll-Orgel

Het orgel in de kerk La Madeleine in Parijs heeft als bouwjaar 1846 en is van de hand van de orgelbouwer Aristide Cavaillé-Coll. Het orgel werd decennialang bespeeld door de bekendste organisten van Frankrijk. De orgelkast is gebouwd in Italiaanse renaissancestijl. Het is gerenoveerd in 2003 en bevat sindsdien 60 registers, verdeeld over vier manualen en pedaal.

## Dispositie
| I Grand-Orgue C–g3 |      |
| Montre             | 16′  |
| Gambe              | 16′  |
| Montre             | 8′   |
| Salicional         | 8′   |
| Flûte harmonique   | 8′   |
| Bourdon            | 8′   |
| Prestant           | 4′   |
| Quinte             | 2/3′ |
| Doublette          | 2′   |
| Piccolo            | 1′   |
| Fourniture V       |      |
| Cymbale V          |      |
| Cornet V           |      |
| Trompette          | 8′   |
| Cor anglais        | 8′   |

| II Positif C–g3      |    |
| Montre               | 8′ |
| Flûte douce          | 8′ |
| Viole de Gambe       | 8′ |
| Voix céleste         | 8′ |
| Prestant             | 4′ |
| Dulciane             | 4′ |
| Octavin              | 2′ |
| Trompette            | 8′ |
| Trompette en chamade | 8′ |
| Musette              | 8′ |
| Clairon              | 4′ |
| Clairon en chamade   | 4′ |

| III Bombardes C–g3 |     |
| Soubasse           | 16′ |
| Flûte harmonique   | 8′  |
| Flûte traversière  | 8′  |
| Basse              | 8′  |
| Flûte octaviante   | 4′  |
| Octavin            | 2'  |
| Fourniture IV      |     |
| Cornet III         |     |
| Bombarde           | 16′ |
| Trompette          | 8′  |
| Clairon            | 4′  |

| IV Récit expressif (in zwelkast) C–g3 |      |
| Flûte harmonique                      | 8′   |
| Bourdon céleste                       | 8′   |
| Prestant                              | 4′   |
| Flûte octaviante                      | 4′   |
| Octavin                               | 2′   |
| Larigot                               | 1/3′ |
| Plein Jeu IV                          |      |
| Cymbale III                           |      |
| Bombarde                              | 16   |
| Trompette                             | 8′   |
| Basson-Hautbois                       | 8′   |
| Voix Humaine                          | 8′   |
| Clairon                               | 4′   |
|                                       |      |
| Trémolo                               |      |

| Pédale C–g3 |     |
| Quintaton   | 32′ |
| Contrebasse | 16′ |
| Flûte       | 8′  |
| Violoncelle | 8′  |
| Flûte       | 4′  |
| Bombarde    | 16′ |
| Basson      | 16′ |
| Trompette   | 8′  |
| Clairon     | 4′  |

- Koppelingen:
  - Accouplements: Pos/GO, Rec/GO, Bom/GO, Rec/Pos, Rec/Bom, Bom/Pos, Rec/GO en 4', Bom/GO en 16', Rec en 4', Rec en 16' Suppression Rec en 8'.
  - Tirasses: GO, Pos, Rec, Bom; Tirasses en 4': GO, Pos, Bom, Rec.
- Speelhulpen: Appel Anches GO, Pos, Bom, Rec, Ped; Tutti Pleins-Jeux, Tutti général, Crescendo des jeux; Combinateur: 15 × 16 combinaisons.

## Organisten
De functie van organist-titularis is in de loop der jaren bekleed door verschillende organisten van naam:
- 1842-1846 Charles-Alexandre Fessy
- 1847-1858 Louis James Alfred Lefébure-Wély
- 1858-1877 Camille Saint-Saëns
- 1877-1896 Théodore Dubois
- 1896-1905 Gabriel Fauré
- 1905-1934 Henri Dallier
- 1935-1962 Edouard Mignan
- 1962-1968 Jeanne Demessieux
- 1969-1979 Odile Pierre
- 1979-heden François-Henri Houbart